# Elizabeth Zimmermann
Elizabeth Zimmermann, geboren als Elizabeth Lloyd-Jones, (9 augustus 1910 - Marshfield, Wisconsin, 30 november 1999) was een Britse handbreilerares, ontwerper en auteur.
Elizabeth Zimmermann veroorzaakte een revolutie in het moderne breien door haar boeken en educatieve series op de Amerikaanse publieke televisie. Hoewel het heen-en-weerbreien op stijve rechte naalden de norm was, pleitte ze voor breien in de rondte met behulp van flexibele rondbreinaalden om naadloze kledingstukken te kunnen maken en om het gemakkelijker te maken om ingewikkelde patronen te breien. Ze pleitte ook voor de 'continentale' breimethode en beweerde dat dit de meest efficiënte en snelste manier van breien was. Tijdens de Tweede Wereldoorlog raakte 'Duits' of continentaal breien uit de gratie in het Verenigd Koninkrijk en de Verenigde Staten vanwege de associatie met Duitsland. Veel Engelstalige boeken over breien zijn in de Engelse of Amerikaanse stijl. Elizabeth Zimmermann was van betekenis bij het herintroduceren van de continentale breistijl in de Verenigde Staten.

## Jeugd
Elizabeth Lloyd-Jones werd geboren in het Engelse graafschap Devon als de dochter van een Britse marineofficier. Haar moeder was de bedenker van Meals on Motor, de Britse voorloper van Tafeltje-dek-je. Zimmermann ging naar een Engels internaat en kunstacademies in Zwitserland en Duitsland. Haar autobiografische "Digressions" in het boek Knitting Around tonen veel van haar originele kunstwerken. Zimmermann leerde de Engelse breistijl van haar moeder en tantes en leerde later de Duitse of continentale stijl van haar Zwitserse gouvernante.

## Loopbaan
Zimmermann emigreerde in 1937 uit Engeland naar de Verenigde Staten met haar nieuwe echtgenoot, de Duitse brouwer Arnold Zimmermann. De Zimmermanns woonden aanvankelijk in New York en trokken daarna door het land. Uiteindelijk vestigden zij zich in Wisconsin in een verbouwd schoolgebouw waar hun bedrijf Schoolhouse Press zou worden gevestigd, een postorderbedrijf op breigebied dat nog steeds in het schoolgebouw is gevestigd en wordt gerund door haar dochter Meg Swansen.

### Initiatieven
Aan Zimmermann wordt het breien van het eerste exemplaar van een Arantrui toegeschreven in het Amerikaanse tijdschrift (Vogue Knitting). (Hoewel het misschien het eerste gebreide item was, was er twee jaar eerder al een ander patroon gepubliceerd.) Het patroon waarvoor Zimmermann het model breide, werd gepubliceerd in Vogue Pattern Book in 1958. Een collectie patronen voor Arantruien voor heren en dames met bijpassende sokken en wanten, getiteld Hand Knits from the Aran Islands, werd in 1956 gepubliceerd in een editie van Woman's Day.
Volgens haar postuum gepubliceerde boek The Opinionated Knitter veranderde een redacteur van een garenbedrijf de breinstructies van Zimmermann voor een Fair Isle Yoke-pullover nadat ze de trui had ingeleverd, waardoor deze in de heen-en-'terug "platte" breimethode werd gebruikt die op dat moment populairder was onder Amerikaanse breisters. Deze wijziging bracht Zimmermann ertoe om haar eigen instructies te publiceren onder de titel Wool Gatherings.

### Media
De PBS-breiserie van Zimmermann is nog steeds verkrijgbaar op VHS en Dvd. In één aflevering haalde een politieagent (en vriend van het gezin) Zimmermann en haar man over tot 'breien zonder een licentie'. (Altijd breiend, ze had zelfs het vermogen ontwikkeld om te breien terwijl ze achterop de motorfiets van haar man zat.) In The Opinionated Knitter merkt Zimmermanns dochter Meg op dat terwijl haar moeder haar eerste boek The Opinionated Knitter wilde noemen, haar uitgevers 'dit wijzigden in Knitting Without Tears. Maar de eerste titel is wellicht de beste uiting van Zimmermanns filosofie. In al haar gepubliceerde werken (print en video) moedigde ze breiers aan om te experimenteren en hun eigen patronen en ideeën te ontwikkelen, waardoor hun latente creativiteit zich kon ontplooien.

## Nalatenschap

### EPS
Zimmermann bedacht haar "EPS" (Elizabeth's Percentiesysteem) berekening voor het dimensioneren van kleding op basis van de meter en de gewenste lichaamsomtrek. Haar 'EPS' wordt nog steeds veel gebruikt door ontwerpers: het bestaat uit een wiskundige formule om te bepalen hoeveel steken er op een trui moeten worden aangebracht, aangezien de mouwen en het lichaam meestal in verhouding zijn, ongeacht het garen of de meter.

### Eigen patronen
Een ander patroon en techniek waar ze bekend door werd is de "Pi Sjaal", een rondvormige sjaal waarvan Zimmermann beweerde dat deze gevormd was door regelmatig uit elkaar geplaatste verhogingen op basis van Pi - zoals ze in haar boek Knitter's Almanac zei: "De geometrie van de cirkel scharniert met de mysterieuze relatie van de omtrek van een cirkel tot zijn straal, een cirkel zal de omtrek verdubbelen in oneindig veel -verdubbelende afstanden, of, in het kort, de afstand tussen de toename-rondes, waarin je verdubbelt het aantal steken, gaat 3, 6, 12, 24 enzovoort." De omslagdoek is echter niet op een speciale manier gebaseerd op Pi, maar alleen op de eigenschap die alle tweedimensionale vormen in de euclidische meetkunde gemeen hebben, dat alle dimensies met dezelfde snelheid met dezelfde snelheid toenemen; de ronde vorm wordt eenvoudig verkregen door de verhogingen regelmatig uit te lijnen.
Zimmermann werd ook bekend door het 'i-koord' (of 'idiot cord') en het 'Baby Surprise Jacket', dat volledig plat en vervolgens gevouwen in origamistijl wordt gebreid om een gevormd jasje te maken.
Verder introduceerde zij de Möbius-sjaal, een doorlopende eenzijdige kap die als een rechthoekige strook is gebreid en vervolgens van begin tot eind is bevestigd door een uiteinde 180 graden te draaien.
In 1974 richtte Zimmermann een reeks breikampen op, die later werden voortgezet door haar dochter. Haar motto was: "Brei door met vertrouwen en hoop, door alle crises."
Elizabeth Zimmermann stierf op 30 november 1999 op 89-jarige leeftijd in Marshfield, Wisconsin. In haar overlijdensadvertentie schreef The New York Times: "Mevrouw Zimmermann koos ervoor om haar invloed op het breien te bagatelliseren en de term uitvindingen voor haar wollige uitvindingen te bedenken."
Een retrospectieve tentoonstelling, "New School Knitting: The Influence of Elizabeth Zimmermann and Schoolhouse Press," werd gepresenteerd in de University of Wisconsin-Madison Gallery of Design in 2006.